# Mount Richter
Mount Richter ist ein 2550 m hoher Berg in der antarktischen Ross Dependency. In der nördlichen Holyoake Range der Churchill Mountains ragt er 5 km nördlich des Mount Hubble zwischen dem Gutenberg-Gletscher und dem oberen Abschnitt des Starshot-Gletschers auf.
Das Advisory Committee on Antarctic Names benannte ihn im Jahr 2003 nach dem US-amerikanischen Physiker Charles Francis Richter (1900–1985), der gemeinsam mit dem deutschen Seismologen Beno Gutenberg im Jahr 1935 die Richterskala zur Bestimmung der Stärke von Erdbeben entwickelt hatte.